# Baía de Poole
Baía de Poole é uma baía no Canal da Mancha , na costa de Dorset, no sul da Inglaterra , que se estende por 16km de bancos de areia na foz do porto de Poole no oeste, a cabeça de Hengistbury no leste. O Baía de Poole é uma enseada relativamente rasa e consiste de íngremes penhascos de arenito e vários 'chines' que permitem fácil acesso às praias arenosas abaixo. A costa ao longo da baía é continuamente construída e faz parte da aglomeração de Dorset, incluindo partes das cidades de Poole, Bournemouth e Christchurch. A baía é muitas vezes erroneamente referida como Bournemouth Bay, porque grande parte dela é ocupada por Bournemouth.

## História
Medidas para prevenir a erosão costeira foram implantadas ao longo do século XX. Paredes e esporões de concreto permitiram a construção de casas e estradas nos penhascos, mas impediram o fornecimento natural de areia e cascalho para a costa. De 1970 a 2000, mais de 1,5 milhão de m³ de areia foram usados para reabastecer as praias de Bournemouth e Poole. Muitas das praias ao longo da Baía de Poole foram reabastecidas durante os invernos de 2005 e 2006, com 1,1 milhão de m³ de areia dragada de Poole Harbour e 700.000 m³ de areia dragada de uma Área Licenciada da Ilha de Wight. Em 2015, um projeto de £ 43.7 milhões em 17 anos foi aprovado para proteger as praias de uma maior erosão no próximo século. Os planos envolvem substituir os esporões e adicionar novos e reabastecer as praias com 210.000 metros cúbicos de areia e cascalho a cada três anos.